# Mater Ecclesiae (samostan)
Mater Ecclesiae (latinski za Majka Crkve) je samostan smješten unutar Vatikanskih zidina. Služio je, između ostalog, kao rezidencija umirovljenog pape Benedikta XVI.
Samostan, nazvan po jednom od naziva za Blaženu Djevicu Mariju, smješten je na Vatikanskom brežuljku, unutar Vatikanskih vrtova u blizini vodoskoka Aquilone. Gradnja samostana je trajala od 1992. do 1994. na mjestu upravne zgrade Vatikanske policije. Nalazi se uz zidove što ih je sagradio papa Lav IV. da bi se bazilika Svetog Petra zaštitila od napada Saracena. Zgrada je podjeljena na dva dijela: zapadnu kapelu posvećenu Mariji, Majci Crkve i istočni prostor za zajednicu i samostanske sobe. Istočni dio samostana ima četiri kata, u podrumu i prizemlju su zajedničke prostorije poput kuhinje, blagovaonice, smočnice, ambulante, arhiva i ureda, a na katovima je 12 redovničkih soba. U blizini samostana se nalaze voćnjak i povrtnjak.

## Povijest samostana
Samostan je osnovao papa Ivan Pavao II. koji je htio unutar Vatikana imati sestre koje bi se molile za papu i Crkvu. U početku su tu službu obavljale sestre klarise. Svakih pet godina ova zadaća se povjerava nekom drugom ženskom katoličkom redu. 
Popis redova koji su obavljali službu u samostanu:
- Klarise (1994. – 1999.)
- Bosonoge karmelićanke (1999. – 2004.)
- Benediktinke (2004. – 2009.)
- Sestre pohoda Marijina (2009. – 2012.)

U studenome 2012. sestre su napustile samostan tijekom radova.

## Papinska rezidencija
U veljači 2013. nakon abdikcije pape Benedikta XVI. objavljeno je da će samostan postati njegova rezidencija nakon što stupi s dužnosti rimskog biskupa i nakon što radovi budu završeni. Nakon povratka umirovljenog pape Benedikta XVI. iz Castel Gandolfa u Vatikan, 2. svibnja 2013., ovaj samostan postao je njegova rezidencija. S papom su u samostanu boravile i četiri pripadnice laičke udruge Memores Domini, koje su u njegovoj službi bile posljednjih nekoliko godina, te nadbiskup Georg Gänswein, papin osobni tajnik.

## Vanjske poveznice

### Ostali projekti
|  | Zajednički poslužitelj ima još gradiva o temi Mater Ecclesiae (samostan) |